# Вулиця Робітнича (Львів)
Вулиця Робітнича — вулиця у Франківському районі міста Львова, місцевість Богданівка. Пролягає від вулиці Кульпарківської у напрямку вулиці Любінської, завершується глухим кутом. Прилучаються вулиці Поперечна та Ботева.

## Історія та забудова
Вулиця виникла у 1920-х роках в межах підміського села Богданівка та ще до 1933 року отримала назву Поперечна бічна, у 1933 році отримала назву Роботніча. Під час німецької окупації, у 1943—1944 роках мала назву Арбайтерґассе. Від 1944 року — вулиця Робітнича. Невеличке відгалуження у бік сучасних вулиць Поперечної та Ботева до 1944 року було частиною вулиці Поперечної, у 1944—1946 роках — приєднане до вулиці Робітничої, у 1946 році — знову частина вулиці Поперечної. У 1979 році це відгалуження остаточно приєднане до вулиці Робітничої.
Вулиця Робітнича забудована одноповерховими будинками 1930-х років у стилі конструктивізм.